# La Roche-Vineuse
La Roche-Vineuse é uma comuna francesa na região administrativa de Borgonha-Franco-Condado, no departamento Saône-et-Loire. Estende-se por uma área de 12 km². Em 2010 a comuna tinha 1 597 habitantes (densidade: 133,1 hab./km²).